# Sint-Andreaskerk (Beerlegem)

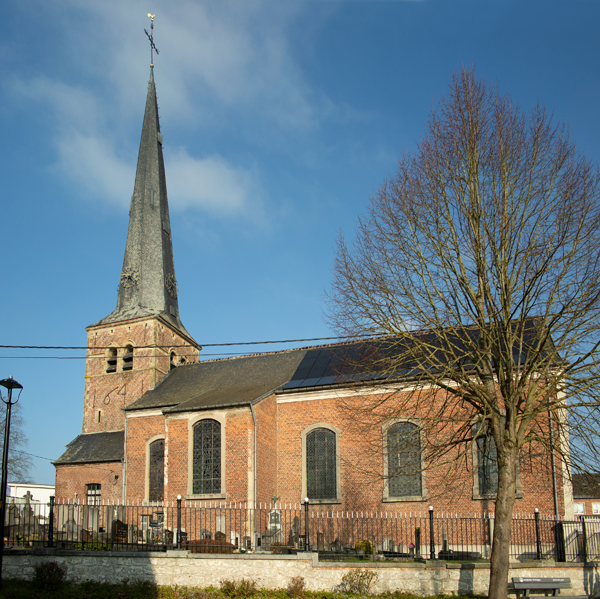
Sint-Andreaskerk

De Sint-Andreaskerk is de parochiekerk van de tot de Oost-Vlaamse gemeente Zwalm behorende plaats Beerlegem, gelegen aan de Beerlegemsebaan 53.

## Geschiedenis
De kerk werd in 1229 vermeld. Uiteindelijk stond er een laatgotische eenbeukige kruiskerk. Deze werd in 1790 gesloopt waarbij de toren van 1641 bewaard bleef. In 1792-1793 werd een nieuwe kerk in classicistische stijl gebouwd.

## Gebouw
Het betreft een naar het westen georiënteerd eenbeukig bakstenen kerkgebouw met rechthoekig koor waartegen de oude westtoren is aangebouwd. Deze wordt geflankeerd door een bergplaats en een sacristie. Het kerkschip is voorzien van steekboogvensters.
De toren is van baksteen met zandstenen sierelementen.

## Interieur
De kerk bezit een 17e-eeuws schilderij, voorstellende Onze-Lieve-Vrouw met kind Jezus en toegeschreven aan Theodoor Boeyermans. Het eveneens 17e-eeuwse schilderij Onze-Lieve-Vrouw met kind Jezus en Sint-Janneke wordt toegeschreven aan Bartolomé Murillo.
Er is een 18e-eeuws beeld van Sint-Andreas.
Het hoofdaltaar is vermoedelijk eind 18e-eeuws. De zijaltaren in neoromaanse stijl zijn van 1913 en 1914. De preekstoel is van 1662 en er is een biechtstoel in empirestijl van omstreeks 1800. Er zijn rouwborden van de familie Rodriguez d'Evora y Vega uit de 19e en begin 20e eeuw. Enkele grafstenen uit de 17e, 18e en 19e eeuw werden in de vloer ingemetseld.